# لي روس (نفساني اجتماعي)
لي روس (بالإنجليزية: Lee Ross)‏ هو نفساني اجتماعي أمريكي، ولد في 1942 في تورونتو في كندا.